# IC 2834
IC 2834 је елиптична галаксија у сазвјежђу Лав која се налази на листи објеката дубоког неба у Индекс каталогу.
Деклинација објекта је + 13° 34' 14" а ректасцензија 11h 27m 31,8s. Привидна величина (магнитуда) објекта IC 2834 износи 15,5 а фотографска магнитуда 16,5.